# Lusitans
|  | No s'ha de confondre amb Lusons. |

Els lusitans (llatí: Lusitani, grec Λυσιτανοί o Λουσιτανοί) foren un poble de l'oest de la península Ibèrica i després el gentilici per extensió dels habitants de la província romana de Lusitània.

## Poble lusità
Estrabó els esmenta com la més gran de les nacions d'Ibèria i la que més temps i més sovint va lluitar contra els romans fins que van ser sotmesos el 60 aC. Tenien un govern unificat.
El seu origen pot ser celta o d'una cultura prehistòrica anterior, d'origen indoeuropeu.

## Mitologia
Els lusitans eren politeistes i basaven els ritus religiosos en els sacrificis animals. El panteó suprem estava format per tres déus: Endovelicus, déu de la salut; Ataegina la deessa del renaixement i la lluna i Runesocesius, déu de la javelina o la guerra. Posteriorment van adoptar i transformar diverses divinitats celtes i romanes.